# Челак, Серджу
Серджу Челак (рум. Sergiu Celac, род. 26 мая 1939, Бухарест) — румынский дипломат, министр иностранных дел Румынии с 26 декабря 1989 года по 28 июня 1990 года.

## Биография
Родился в Бухаресте. В 1961 году окончил Бухарестский университет.
После окончания университета начал работать младшим клерком в Министерстве иностранных дел Румынии. В 1963 году получил звание атташе, а в 1972 советника. С 1962 по 1967 год работал личным секретарём Первого заместителя Министра иностранных дел Румынии. В 1967-1969 занимал пост личного секретаря Министра иностранных дел. В 1968-1974 был заместителем директора, а потом директором в отделе Анализа и планирования политики. С 1961 по 1978 был переводчиком для Георге Георгиу-Деж и Николае Чаушеску. В 1978 году был уволен из Министерства иностранных дел Румынии по идеологическим причинам. После увольнения работал в Энциклопедическом издательстве в Бухаресте до свержения режима Чаушеску в 1989 году.
26 декабря 1989 года, будучи одним из ближайших союзников нового президента Иона Илиеску, Челак был назначен Министром иностранных дел Румынии во Временном правительстве Румынии и работал до 28 июня 1990 года. Отказался баллотироваться в румынский парламент. В 1990-1996 годах был послом в Великобритании и Ирландии. В 1996 году он был назначен Специальным посланником на Балканах, в Центральной Азии, на Кавказе и на Ближнем Востоке. В августе 2000 года подал в отставку из Министерства иностранных дел Румынии. С 2002 по 2004 год был личным советником Президента Румынии.
Серджу Челак является старшим советником Национального центра по устойчивому развитию, вице-президентом Румынской ассоциации Римского клуба, профессором в Румынском дипломатическом институте.